# اوا ژولی
اوا ژولی (Eva Joly به فرانسوی) (متولد ۵ دسامبر ۱۹۴۳ در اسلو نروژ) سیاستمدار و دادرس فرانسوی-نروژی است.